# Virgínia
Virgínia är en kommun i Brasilien.   Den ligger i delstaten Minas Gerais, i den sydöstra delen av landet, 800 km söder om huvudstaden Brasília. Antalet invånare är 8 626. Arean är 326 kvadratkilometer.
Terrängen i Virgínia är lite bergig.
I omgivningarna runt Virgínia växer huvudsakligen savannskog. Runt Virgínia är det ganska glesbefolkat, med 25 invånare per kvadratkilometer.